# ماري فريك غاريت جاكوبس
ماري فريك غاريت جاكوبس (بالإنجليزية: Mary Frick Garrett Jacobs)‏ هي نجمة اجتماعية أمريكية، ولدت في 4 يناير 1851، وتوفيت في 20 أكتوبر 1936.